# Борез
Борез (фр. Borrèze) насеље је и општина у југозападној Француској у региону Аквитанија, у департману Дордоња која припада префектури Сарла ла Канеда.
По подацима из 2011. године у општини је живело 336 становника, а густина насељености је износила 12,28 становника/km². Општина се простире на површини од 27,37 km². Налази се на средњој надморској висини од 150 метара.

## Демографија
| 1962. | 1968. | 1975. | 1982. | 1990. | 1999. | 2011. |
| ----- | ----- | ----- | ----- | ----- | ----- | ----- |
| 391   | 398   | 356   | 331   | 305   | 303   | 336   |

График промене броја становника у току последњих година